# Zhang Juanjuan
Zhang Juanjuan (en chino: 張娟娟; Laixi, 2 de enero de 1981) es una deportista china que compitió en tiro con arco, en la modalidad de arco recurvo.
Participó en dos Juegos Olímpicos de Verano, obteniendo tres medallas, plata en Atenas 2004, por equipo (junto con He Ying y Lin Sang), y dos en Pekín 2008, oro individual y plata por equipo (junto con Chen Ling y Guo Dan).
Ganó una medalla de oro en el Campeonato Mundial de Tiro con Arco al Aire Libre de 2001, en la prueba por equipo.

## Palmarés internacional
| Juegos Olímpicos                 | Juegos Olímpicos | Juegos Olímpicos | Juegos Olímpicos |
| Año                              | Lugar            | Medalla          | Prueba           |
| -------------------------------- | ---------------- | ---------------- | ---------------- |
| 2004                             | Atenas (Grecia)  | Medalla de plata | Equipo           |
| 2008                             | Pekín (China)    | Medalla de oro   | Individual       |
| 2008                             | Pekín (China)    | Medalla de plata | Equipo           |
| Campeonato Mundial al Aire Libre |                  |                  |                  |
| 2001                             | Pekín (China)    | Medalla de oro   | Equipo           |